# الدوم (ملحان)

تعديل مصدري - تعديل

الدوم هي إحدى قرى عزلة جبع بمديرية ملحان التابعة لمحافظة المحويت، بلغ تعداد سكانها 412 نسمة حسب تعداد اليمن لعام 2004.